# Ҭ
Ҭ, ҭ (Т с нижним выносным элементом) — буква расширенной кириллицы. Используется в абхазском языке, где является 39-й буквой алфавита и обозначает согласный звук [tʰ].
В латинице буква передаётся как T, Ṭ, T’ или Ţ, в грузинском варианте — как თ.